# Карусел краља Артура
Карусел краља Артура је вртешка - атракција која се налази у земљи Фантазије у Дизниленду у Анахајму, Калифорнија. Вртешка је изграђена 1922. године и радила је у парку Санисајд Бич у Торонту, Онтарио, Канада, све до затварања парка. Карусел је премештен у Дизниленд 1954. године, где је реновиран и модификован од стране фирме Arrow Development, и отворен са парком 17. јула 1955.

## Историја
Инспирисан вртешком у Грифит парку, поред Лос Анђелеса, Волт Дизни је желео нешто слично за свој нови тематски парк: вртешку која се састоји од свих коња скакача препонског јахања.  Модел парка Menagerie Carousel је купљен и пресељен у Дизниленд 1954. године. Вртешку је направио Вилијам Дентзел и функционисала је у парку Санисајд Бич у Торонту од 1922. године; имао је три стазе коња и других животиња на платформи од 22 м у пречнику.

## Припрема
Атракцију је реновирала и значајно изменила компанија Arrow Development из Маунтин Вјуа у Калифорнији за дан отварања. Проширен је на четири стазе како би се повећао капацитет гостију. Од 71 коња и једне мазге, већина је исклесана у фабрици Дентзел. Да би се додала крајња стаза, неколико резбарених дрвених коња набављено је са вртешке Stein and Goldstein, други са вртешке Чарлса Луфа на Кони Ајланду, и више изрезбарених коња из разних других вртешки из целе Северне Америке. Многи коњи су стигли са грубим поправкама, као што су ноге од папир-машеа пуњене новинама. Оригиналне, китњасто изрезбарене, дрвене клупе за кочије су уклоњене, а столарија за кочије је преуређена. На вртешку су додати и мотиви из Успаване лепотице.
Вртешка је постављена на истакнуто место у средини дворишта замка, тако да се може посматрати из Главне улице кроз капију замка, увлачећи госте у царство фантазије. 

## Реновирања
Вртешка је била два пута реновирана: једном 1983. и једном 2003. године. Године 1983, да би се направио простор за друге атракције, мало је померена уназад и добила је потпуно нови кров. Вртешка је такође префарбана у наранџасту, црвену и плаву, а плоче за заокруживање принцезе и луталице су префарбане у 18к злато. У припремама за прославу 50. годишњице Дизниленда, Најсрећнији повратак кући на свету, Карусел краља Артура је затворен због обимних реновирања и поново отворен у фебруару 2003. Ова реновирања су укључивала потпуно реконструисану платформу, нову компјутеризовану оперативну конзолу и систем који зауставља вртешку сваки пут на истом месту, уклањање реда од четири коња да би се сместила клупа ширине четири стазе и стеге за инвалидска колица са приступном рампом за усклађеност са прописима за особе са инвалидитетом, што је смањило број коња на 68. У јануару 2010. замењене су узенгије сваког коња за спољне стазе.

## Коњи
Због огромне популарности једног белог коња вртешке, од 1975. сви коњи су фарбани у бело. Након ажурирања из 2003. вртешка је смањена на 68 коња и једну кочију. Сваки коњ на рингишпилу има име; комплетна листа је доступна у Градској кући у Главној улици, САД.
Џинглс је водећи коњ и Волтов фаворит, добио је име по веома китњастим резбаријама које укључују каишеве звончића који висе са његове огрлице, украсно ћебе иза седла и причвршћено за седло. За 50. годишњицу Дизниленда 2005, Џинглс је префарбан у златну боју од носа до репа, обрубљен 18-каратним златним листићима, одвојен ради прилике за фотографисање у близини реда за летећег слона Дамба. Када је Џинглс поново инсталиран као водећи коњ након кампање Година милион снова, главни делови Џинглса су обојени новом темом пастелних боја, осим тамо где се провлаче златна звона и украси. Додат је декоративни детаљ који представља кишобран са дршком од папагаја који говори из Мери Попинс. На преклопу седла додат је украсни грб са монограмом "ЈА", птицом која је на високим ципелама, силуетом Марије у лету и бројем 50, који представља 50. годишњицу ове оригиналне атракције Дизниленда. Џинглс је тада свечано посвећен Џули Ендруз 8. априла 2008, као „почасном амбасадору“.

## Церемонија мача у камену
Инспирисан легендом о Екскалибуру из Мача у камену, Мерлин је у близини организовао церемонију како би одредио који гост може да извуче мач из камена да постане краљ на један дан. Завршна церемонија била је 2006.
„Проглашењем Артура, правим и истинитим краљем и господаром целе земље, време је да се изабере привремени владар краљевства... да чува и штити краљевство док је добри краљ Артур на одмору.
Статуа са мачем и даље стоји на предњој страни вртешке. У јануару 2020. један посетилац је наводно извукао мач.

## У популарној култури
- У епизоди серије Мики Маус "Potatoland", Мики и Паја граде тематски парк под називом Potatoland да испуне Шиљин животни сан да оде у парк, иако он никада није постојао. Једна од представљених атракција била је нискобуџетна вртешка, слична вртешкама у Дизнијевим тематским парковима, са Микијем који је свирао на оргуљама, док је Паја покретао вожњу.